# Arabi Muhammad
Arabi Muhammad Muhammad (arab. عربي محمد محمد) – egipski zapaśnik walczący w stylu wolnym. Brązowy medalista mistrzostw Afryki w 1994 roku.